# Kevin McKenna (homme politique)
Kevin McKenna est un homme politique du Parti travailliste britannique qui est député de Sittingbourne et Sheppey depuis 2024.

## Biographie
McKenna est né à Erith[Quand ?] et grandit à Welling, dans l'arrondissement londonien de Bexley. Il fait ses études à l'école primaire catholique St Stephen à Welling et Chislehurst et à la Sidcup Grammar School.
McKenna étudie la microbiologie à l'Université de Warwick et obtient ensuite son diplôme d'infirmier dans les années 1990 à l'Institut Nightingale du King's College de Londres, un changement de carrière qu'il effectue après avoir vu le travail des infirmières prenant soin de ses amis touchés par l'épidémie de sida. Il travaille au sein du NHS en tant qu'infirmier de première ligne en soins intensifs dans un certain nombre d'hôpitaux londoniens, notamment l'University College London Hospitals NHS Foundation Trust, puis dans la stratégie des programmes nationaux du NHS au NHS England. En 2015, McKenna est lauréat de la bourse Darzi en leadership clinique.
Pendant la pandémie de Covid-19, McKenna travaille comme infirmier en chef à l'hôpital NHS Nightingale de Londres.
McKenna décide de se lancer en politique en raison de son poste au NHS England, qui, selon lui, l'a poussé à vouloir créer des politiques plutôt que de les administrer, et en raison du manque de représentation des infirmiers à Westminster. Il est choisi comme candidat travailliste pour Sittingbourne et Sheppey le 23 mai 2024.